# Адемоле Банколе
Адемоле Банколе (прякор Джордж, получен от мениджъра на Гримсби, Алън Бъкли) е нигерийски футболист, роден в Лагос на 9 септември, 1969, играч на Нънийтън Б.

## Ранна Кариера
Преди присъединяването му към МК Донс, той е играч на Донкастър Роувърс, Лейтън Ориент, Крю Александра, К.П.Р., ФК Барнет и Брентфорд

## Милтън Кийнс Донс
Банколе преминава в МК Донс заедно с Мартин Алън, за да бъде треньор на вратарите и вратар в извънредни случаи. Дебютната му среща е в среща с Бъри, след като редовният вратар на „Доновете“ Адолфо Байнес е изгонен заради червен картон.
В края на сезон 2006 – 2007 Банколе е титуляр за МК Донс след няколко прояви, след като замества Адолфо Байнес и Лий Харпър.
В края на септември Джордж и Пол Хелд напускат клуба след изтичане на договорите им като треньори.
През декември 2007 Адемола подписва договор за един мач с Нънийтън Б., за да заеме вратарската позиция, след като е освободен и последният вратар Дарън Акшън.
От февруари 2008 е треньор на вратарите в Колчестър Юнайтед, въпреки това той е повикан от резервния в представителния отбор и 2-ри избор за вратар.